# Jan Lennartsson
Jan Lennartsson, švedski rokometaš, * 22. september 1981.
Leta 2010 je na evropskem rokometnem prvenstvu s švedsko reprezentanco osvojil 15. mesto.